# Craugastor fitzingeri
Craugastor fitzingeri is een kikker uit de familie Craugastoridae. De soort werd voor het eerst wetenschappelijk beschreven door Eduard Oscar Schmidt in 1857. Oorspronkelijk werd de wetenschappelijke naam Hylodes fitzingeri gebruikt. De soortaanduiding fitzingeri is een eerbetoon aan de bioloog Leopold Fitzinger (1802 - 1884).
De soort komt voor in Costa Rica, Colombia, Honduras, Nicaragua en Panama. De mannetjes bereiken een lichaamslengte van 23,5 tot 35 millimeter, vrouwtjes worden groter tot 52,5 mm. de kikker heeft een wrattige huid aan de bovenzijde, de lichaamskleur is grijsbruin tot roodbruin, de buikzijde is glad en lichter van kleur.